# Flaterudstjärnet
Flaterudstjärnet är en sjö i Bengtsfors kommun i Dalsland och ingår i Göta älvs huvudavrinningsområde. Sjön har en area på 0,0979 kvadratkilometer och ligger 163,6 meter över havet.

## Delavrinningsområde
Flaterudstjärnet ingår i det delavrinningsområde (653510-130015) som SMHI kallar för Utloppet av Råvarp. Medelhöjden är 133 meter över havet och ytan är 47,99 kvadratkilometer. Räknas de 294 avrinningsområdena uppströms in blir den ackumulerade arean 3 240,28 kvadratkilometer. Upperudsälven som avvattnar avrinningsområdet har biflödesordning 2, vilket innebär att vattnet flödar genom totalt 2 vattendrag innan det når havet efter 173 kilometer. Avrinningsområdet består mestadels av skog (77 procent). Avrinningsområdet har 6,37 kvadratkilometer vattenytor vilket ger det en sjöprocent på 13,3 procent. Bebyggelsen i området täcker en yta av 0,82 kvadratkilometer eller 2 procent av avrinningsområdet.